# アリソン・ハニガン
アリソン・ハニガン（Alyson Lee Hannigan,1974年3月24日 - ）はアメリカ合衆国ワシントンD.C.出身の女優。

## 略歴
アイルランド系アメリカ人の父と、ユダヤ系アメリカ人の母の間に生まれた。後に両親は離婚し、母親の元で育てられた。1985年にはロサンゼルスへ引っ越し、高校に通いながら女優を目指した。
1986年、端役ではあったが『フラッシュバック』で映画デビュー。2年後に出演したコメディ作品『花嫁はエイリアン』では初めて主要人物の1人を演じた。
1990年代前半は、主にTVシリーズでの脇役や、TVコマーシャルに出演した。
1997年にスタートし、サラ・ミシェル・ゲラーらと共演したTVシリーズ『バフィー 〜恋する十字架〜』がヒット。ハニガンはウィロー・ローゼンバーグ役で出演し、この人気作品は2003年まで続いた。
1999年には『アメリカン・パイ』にミシェル・フラハティ役で出演。青春コメディ映画にして全米大ヒットを記録した。以後、シリーズは第5作まで製作され、ハニガンは第3作目まで出演している。ミシェルは第1作目こそ脇役的要素の強い人物だったが、第2作目以降は主人公の恋人として、主要キャストになっている。
2006年のパロディ映画『最'愛'絶叫計画』で初主演を果たした。以後は、TVドラマを中心に、活動している。

## 私生活
2003年、俳優のアレクシス・デニソフと結婚。2人は『バフィー〜』での共演者同士である。2009年3月24日、女の子（サティアナ・デニソフ）出産。3月24日はアリソン自身の誕生日でもある。2012年6月に第二子（女児）を出産した。

## 主な出演作

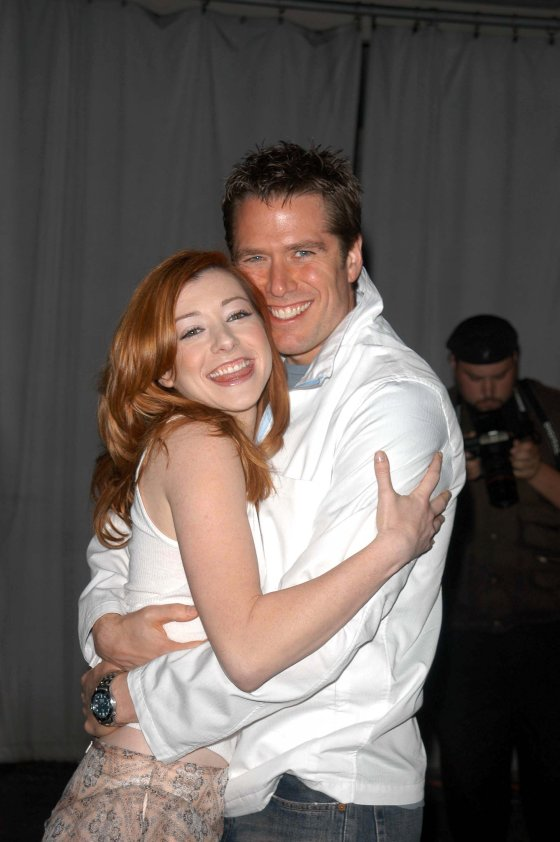
夫のアレクシス・デニホフと、『バフィー ～恋する十字架～』のパーティにて（2003）

### 映画
| 公開年 | 邦題 原題                                                       | 役名                 | 備考           |
| ------ | --------------------------------------------------------------- | -------------------- | -------------- |
| 1986   | フラッシュバック Impure Thoughts                                | パティー・スタブス   | 日本劇場未公開 |
| 1988   | 花嫁はエイリアン My Stepmother Is an Alien                      | ジェシー・ミルズ     |                |
| 1991   | フォーエバー・ファミリー 愛は運命を越えて Switched at Birth     | ジーナ               | テレビ映画     |
| 1998   | デッドマン・オン・キャンパス Dead Man on Campus                 | ルーシー             | 日本劇場未公開 |
| 1999   | アメリカン・パイ American Pie                                   | ミシェル             |                |
| 1999   | ヘイレー・ワグナー・ストーリー Hayley Wagner, Star              | ジェナ・ジェイクス   | テレビ映画     |
| 2000   | 理想の恋人を見つけるための7つのジンクス Boys and Girls          |                      | 日本劇場未公開 |
| 2001   | アメリカン・サマー・ストーリー American Pie 2                   | ミシェル             |                |
| 2001   | トリプル・クロッシング Beyond the City Limits                   | レクシー             | 日本劇場未公開 |
| 2003   | アメリカン・パイ3:ウェディング大作戦 American Wedding           | ミシェル             | 日本劇場未公開 |
| 2006   | 童貞ペンギン Farce of the Penguins                              | Hottie Penguin       | 声の出演       |
| 2006   | 最'愛'絶叫計画 Date Movie                                       | ジュリア・ジョーンズ | 日本劇場未公開 |
| 2012   | アメリカン・パイパイパイ!完結編 俺たちの同騒会 American Reunion | ミシェル             |                |

### テレビシリーズ
| 放映年    | 邦題 原題                                          | 役名                     | 備考          |
| --------- | -------------------------------------------------- | ------------------------ | ------------- |
| 1989-1990 | Free Spirit                                        | ジェシー・ハーパー       | 14エピソード  |
| 1996      | ピケット・フェンス Picket Fences                   | ペギー・パターソン       | 1エピソード   |
| 1997-2003 | バフィー 〜恋する十字架〜 Buffy the Vampire Slayer | ウィロー・ローゼンバーグ | 144エピソード |
| 2001-2003 | エンジェル Angel                                   | ウィロー・ローゼンバーグ | 3エピソード   |
| 2005      | ザット'70sショー That '70s Show                    | スージー・シンプソン     | 2エピソード   |
| 2005      | ヴェロニカ・マーズ Veronica Mars                   | トリーナ・エコールス     | 3エピソード   |
| 2005-2013 | ママと恋に落ちるまで How I Met Your Mother         | リリー・アルドリン       | 185エピソード |

## 参照
1. ↑  Pearce, Garth (2003年7月13日). “Alyson Hannigan Interview”. The Sunday Times
2. ↑  “the Jewish News Weekly”. Celebrity Jews. 2006年7月16日閲覧。
3. ↑  “「バフィ」のアリソン・ハニガン、誕生日に女児誕生”. シネマトゥデイ. (2009年4月5日) 2013年7月15日閲覧。
4. ↑  “「ママと恋に落ちるまで」のアリソン・ハニガンに女児誕生”. シネマトゥデイ. (2012年6月16日) 2013年7月15日閲覧。